# 彎突吻鱈
彎突吻鱈，為輻鰭魚綱鱈形目鼠尾鱈科的其中一種，分布於中西太平洋菲律賓海域，深度可達2022公尺，屬深海底棲性魚類，棲息在底層水域，生活習性不明。